# Пенишет

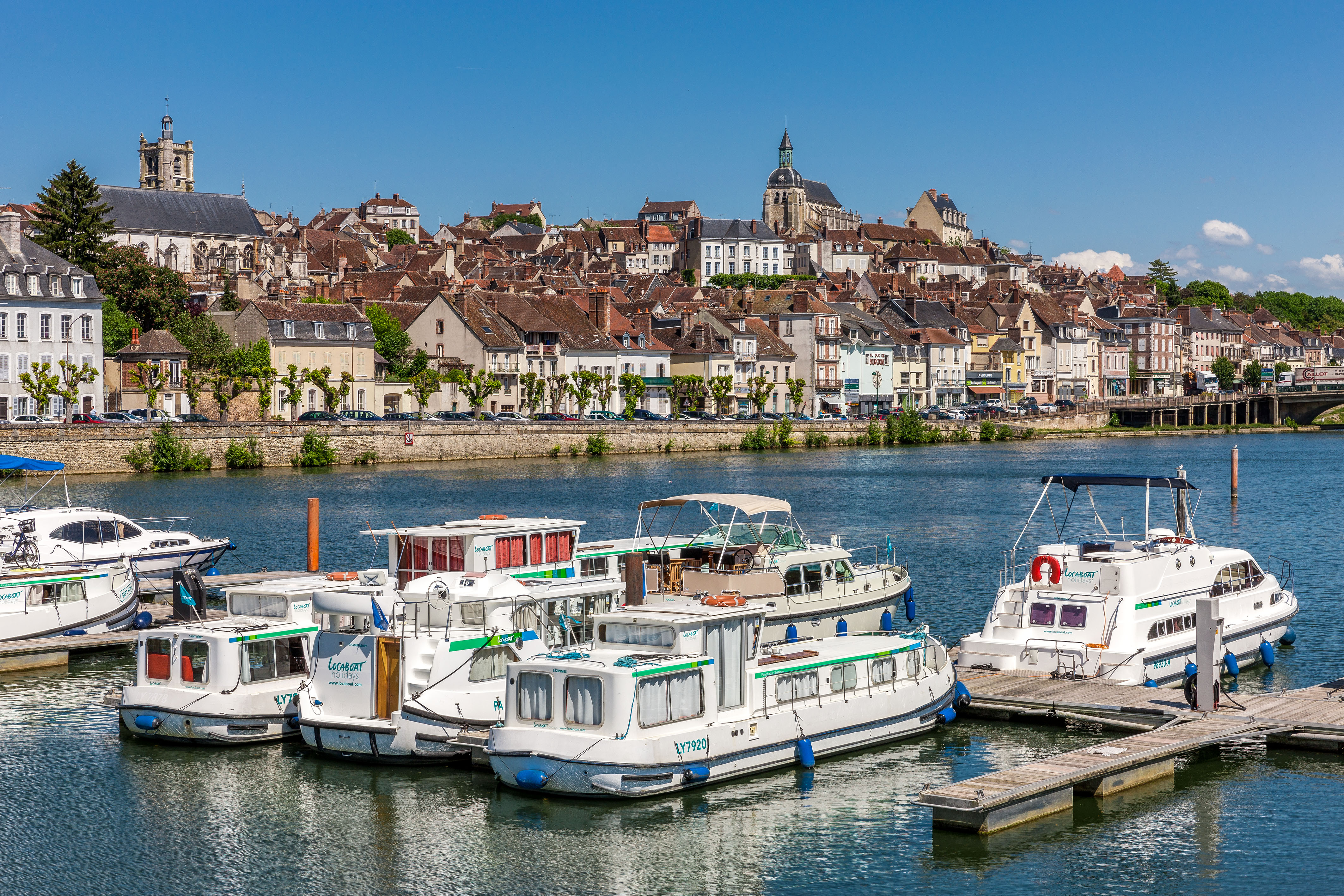
Пенишеты у причала на реке Йонна, Франция

Пенишет (фр. Pénichette, уменьшительно-ласкательное от péniche — пениш) — небольшое речное моторное судно для туризма (катер), может также использоваться в качестве жилья.
Несмотря на название, форма корпуса пенишета ближе к тьялку, чем к пенишу. С тьялком пенишет объединяют такие особенности, как изогнутые борта на носу и корме с завалом внутрь. «Пенишет» — торговая марка французской фирмы Locaboat Plaisance SA и формально подобные суда, построенные другими фирмами, нельзя называть пенишетами.
Существует несколько вариантов пенишетов, различающихся прежде всего по длине. Длина самых маленьких пенишетов — 9,3 м, самых больших — 18 м (что сравнимо с длиной небольшого тьялка).